# Elsie Bambrick
Elsie Bambrick, aussi appelée Elsa Bambrick, née le 19 janvier 1896 à New York, est une actrice américaine du cinéma muet qui apparait dans cinq films de 1915 à 1921. Elle est la sœur de Gertrude Bambrick.

## Filmographie
- 1915 : The Cheese Industry : une employé
- 1915 : Getting Into a Scrape : Lady Barber
- 1915 : Mud and Matrimony : Bonne
- 1917 : The Bondage of Fear de Travers Vale : Maisie
- 1921 : Jackie, court métrage de John Ford : Millie